# Musikk
Musikk er en dansk DJ-gruppe. Musikk består af Jesper Green ("Dj Zoo") og producer/ex Dj Mikkel Torsting. Jesper og Mikkel mødte hinanden i 1997, da begge arbejde som dj's på Diskotek IN i Århus.
Igennem årene har Musikk været nomineret til Danish DeeJay Awards 14 gange og i 2002 blev gruppen også nomineret til Danish Music Awards.
Musikk er kendte for  deres samarbejde med den tidligere popstars-vinder Jon Nørgaard, som under navnet "John Rock" leverede vokal til Musikks hits "Summer lovin'" og "Love changes". Sidstnævnte er et remix af Climie Fishers single fra 1987, "Love Changes (Everything)".
I 2007 lavede Musikk sammen med DJ Freedom et remix af nummeret "Hang On".
I tiden mellem 2008 til 2013 hørte man ikke meget til gruppen, der kom dog et par remix, først af Rollo & King's Melodi Grand Prix hit fra 2001 "Der Står Et Billed Af Dig På Mit Bord", som kom ud i slutningen af 2007, i sommeren 2010 kom der en ny version af "Summer Lovin'" med Chris Montana og i efteråret 2011 udgav gruppen endnu en ny version af en gammel dansk klassikere, Michael Learns To Rock's hit fra 1991 The Actor
I starten af 2013 annonceret at de var klar til et comeback og to nye singler allerede var klar, de teamede op med norske JFMee på singlen "Tonite" og igen på "Sometimes", som i øvrigt var en coverudgave af Endaxi's hit fra 2004 som også selv medvirker på nummeret.

## Diskografi

### Albums
- When The Musikk Starts To Play (2005)

### Singler
- "Feel So Good" (April 2000) (Scoop Records)
- "Here Comes The Musikk" (September 2000) (Scoop Records)(Promo Only)
- "Soul Limbo" (Juli 2001) (EMI)
- "You Can Call Me Al" (feat. Morten Remar) (Januar 2002) (EMI)
- "Jeg Vil La' Lyset Brænde" (vs. Ray Dee Ohh) (Juni 2002) (EMI)
- "Everybody Salsa" (feat. Jay-Sun) (December 2002) (EMI)
- "Get Serius 2003" (vs. Cut'N'Move) (April 2003) (EMI)
- "Summer Lovin'" (feat. John Rock) (Juli 2004) (Disco:Wax)
- "Love Changes (Everything)" (feat. John Rock) (December 2004) (Disco:Wax)
- "World I Lie To You" (feat. Eddie Chacon) (April 2005) (Disco:Wax)
- "When The Musikk Stars To Play" (feat. Bombay Rockers) (November 2005) (Disco:Wax)
- "L'Amour" (feat. Josefine) (Juli 2006) (Disco:Wax)
- "Hang On 2007" (vs. Freedom) (Juni 2007) (Disco:Wax)
- "Der Står Et Billed Af Dig På Mit Bord 2008" (vs. Rollo & King) (December 2007) (Disco:Wax)
- "Summer Lovin' 2010" (vs. Chris Montana) (Juli 2010) (Disco:Wax)
- "The Actor 2011" (vs. Michael Learns To Rock) (November 2011) (Disco:Wax)
- "Tonite" (feat. JFMee) (Marts 2013) (Disco:Wax)
- "Sometimes" (feat. JFMee & Endaxi) (Juli 2013) (Zoo Production)
- "Solbriller" (feat. Kasper Nyemann) (September 2013) (Zoo Production)